# Мазаев, Александр Васильевич (астроном)

Alexander Vasilevich Mazaev, photo from his daughter’s archive

Алекса́ндр Васи́льевич Маза́ев (27 августа 1894, Ростов — 16 октября 1976, Москва) — астроном, геодезист; профессор, заслуженный деятель науки и техники РСФСР, начальник кафедры геодезии и астрономии Военно-инженерной академии им. В. В. Куйбышева.

## Биография
Родился младшим в многодетной крестьянской семье, проживавшей в с. Воскресенском в 7 км от Ростова, а затем переселившейся в Ростов.
В 1907 г. окончил начальную школу, поступил в ростовскую гимназию «на казённый кошт»; с 15 лет зарабатывал уроками с отстающими учениками. Учился отлично, интересовался математикой и астрономией, активно участвовал в работе астрономического кружка.
В 1914 г., окончив с золотой медалью гимназию, поступил на физико-математический факультет Московского университета, стал членом Московского общества любителей астрономии.
В октябре 1916 г. призван в армию и направлен на учёбу в Тифлисское военное артиллерийское училище, по окончании его с отличием был прикомандирован к штабу Кавказского военного округа. В 1918 г. уволен в запас, вернулся в Ростов. Работал учителем в ростовской школе 2-й ступени, а также инструктором по военной подготовке ростовского отдела народного образования.
1 августа 1919 г. призван в ряды Красной Армии; в должности командира гаубичной батареи в составе сводного артиллерийского дивизиона участвовал в разгроме банд Махно. В 1921 г. для продолжения образования направлен на астрономо-геодезический факультет Московского Межевого института; в период учёбы назначен астрономом военного астро-радиоотряда Военно-топографического управления. Продолжил служить в этой должности и после окончания института; руководил и непосредственно выполнял астрономо-геодезические работы в различных регионах страны, в том числе в пустынях Средней Азии. За образцовую организацию этих работ награждён золотыми часами.
С 1931 г. — преподаватель военно-геодезического факультета Московского геодезического института, вёл курс астрономии и высшей геодезии. В 1932 г. в составе факультета переведён в Военно-инженерную академию, где прослужил более 40 лет. Занимал должности начальника курса, преподавателя, начальника кафедры высшей геодезии и астрономии. Одновременно с научно-педагогической работой выполнял особые задания Правительства СССР, имевшие оборонное и народно-хозяйственное значение, в том числе и за рубежом.
Наряду с научной работой в круг его интересов входили:
- литература — имел большое собрание книги по искусству, архитектуре, истории, географии и страноведению;
- музыка — знал наизусть многие оперы, имел собрание оперных либретто и грампластинок с записями любимых исполнителей, оперных спектаклей и симфонической концертов;
- иностранные языки — владел немецким, французским, английским языками;
- фотография — в семье сохранился значительный фотоархив его многочисленных путешествий по России и другим странам;
- филателия — с детства собирал марки, его собрание марок считалось одним из лучших среди филателистов Московского дома учёных.

### Семья
Отец Василий Григорьевич Мазаев (ум. 1904), крестьянин села Великого; мать — Екатерина Андреевна Мазаева, была сиротой, до замужества воспитывалась в монастыре.
Жена — Вера Леонидовна Фомичева;
- дочь — Елена.

## Научная деятельность
В марте 1941 г. защитил кандидатскую диссертацию. В 1946 г. по совокупности научных работ присвоена степень доктора технических наук; с 1948 г. — профессор.
Разработал применительно к наблюдениям при помощи универсального инструмента (астрономического теодолита) и зенит-телескопа способ совместного определения географической широты и поправки часов из наблюдений серии звёзд (от 4 до 16) на одном и том же зенитном расстоянии, но на разных азимутах («способ равных высот»). Способ основан на регистрации по хронометру моментов прохождения звёзд через горизонтальные нити сетки в поле зрения трубы и отсчитывании поверительного уровня; обработка измерений производится по методу наименьших квадратов. С 1945 г. получил название «способ Мазаева».
Автор около 30 научных трудов.

### Избранные труды
- Мазаев А. В. Таблицы для вычислений астрономических наблюдений, произведенных по способу равных высот. — М., 1943.
- Мазаев А. В. Эфемериды звёзд для совместного определения времени и широты по способу равных высот в альмукантарате 45°. — В. 1—2. — М., 1945.

## Награды
- Заслуженный деятель науки и техники РСФСР (1964)